# استارکرفت ۲: قلب ازدحام
استارکرفت ۲: قلب ازدحام (به انگلیسی: StarCraft II: Heart of the Swarm) یک بسته الحاقی برای عنوان استراتژی هم‌زمان و علمی-تخلیلی بازی استارکرافت ۲: بال‌های آزادی است و قسمت دوم از سه‌گانه StarCraft II است که توسط بلیزارد انترتینمنت ساخته و در تاریخ 12 مارس 2013 منتشر شد.
این گسترش دهنده شامل واحدهای اضافی و تغییرات چند نفره از بال‌های آزادی است که داستان آن با تمرکز بر نژاد Zerg و دنبال کردن سارا کریگان در تلاش برای بازپس‌گیری گروه و انتقام او از امپراتورTerran Dominion است.
در جریان بلیزکان ۲۰۱۷، بلیزارد اعلام کرد که StarCraft II به عنوان یک بازی رایگان با مارک تجاری جدید شناخته می‌شود و حالت چند نفره را برای همه باز می‌کند و تغییراتی در ویژگی‌های قبلی بازی ایجاد می‌کند. بسته بال‌های آزادی در حالی کاملاً رایگان ساخته شد که کمپین‌های Heart of the Swarm و Legacy of Void هنوز به پرداخت نیاز داشتند. با این حال، کسانی که قبل از اعلامیه بازی رایگان بالهای آزادی را قبلاً خریداری کرده بودند، به‌طور رایگان قسمت مبارزات انتخاباتی Heart of the Swarm به آنها اهدا شد. این مدل جدید رایگان برای بازی و تغییر در در دسترس بودن مبارزات مطابق با چشم‌انداز بلیزارد جهت پشتیبانی متفاوت از بازی پیش رو بود. پرداخت‌های خرد مانند اسکین (پوسته)، فرمانده‌ها، پک‌های صدا و جعبه‌های شانسی به اندازه کافی موفق بودند که StarCraft II را به عنوان یک عنوان داستان محور و ورزش الکترونیک حفظ کردند.

## انتشار و بازتاب‌ها
| گردآورنده  | امتیاز |
| ---------- | ------ |
| گیم‌رنکینگز | 86.39% |
| متاکریتیک  | 86/100 |

| ناشر                 | امتیاز  |
| -------------------- | ------- |
| اج                   | 90/100  |
| یوروگیمر             | 9/10    |
| گیم اینفورمر         | 8.75/10 |
| گیمز ریدار+          | 4.5/5   |
| آی‌جی‌ان               | 8.6/10  |
| جویستیک              | 4/5     |
| پی‌سی گیمر (بریتانیا) | 91%     |
| VideoGamer.com       | 9/10    |

StarCraft II: Heart of the Swarm در دو روز اول فروش خود تقریباً ۱٫۱ میلیون نسخه در سراسر جهان فروخت و پرفروش‌ترین بازی رایانه ای در سه‌ماهه اول سال ۲۰۱۳ بود.
سایت PC Gamer به این بازی ۹۱٪ داد و آن را «RTS سنتی ضروری برای هر کسی که علاقه‌مند به بازی‌های استراتژیک رقابتی است و برای هر کسی که زیاد علاقه‌مند نیست، توصیه می‌شود.» سایت GameSpot به بازی نمره ۸/۱۰ داد و با ستایش از «مبارزات بسیار خارق‌العاده و متنوع بازی و سرگرم‌کننده بازی آنلاین» ضمن انتقاد از شخصیت پردازی انتقام گیرانه، شخصیت اصلی بازی یعنی Kerrigan را «بی عاطفه» خواند.

### جوایز
سینماتیک‌های Heart of the Swarm جایزه Golden Reel 2013 را برای بهترین ویرایش صدا و موسیقی: سرگرمی تعاملی رایانه ای از انجمن ویرایشگران صدا دریافت کرد.

### نسخه‌های ویژه
Digital Deluxe موارد زیر را فراهم می‌کند:
1. پوستی ویژه در بازی برای واحد Ultralisk
2. سه پرتره و سه عکس برگردان برای استفاده در Heart of the Swarm
3. یک حیوان خانگی Baneling برای استفاده در دنیای وارکرفت
4. پوشاک و آگهی‌هایی با موضوع A Heart of the Swarm برای استفاده در دیابلو ۳

نسخه کالکتور همه موارد Digital Deluxe و همچنین موارد زیر را ارائه می‌دهد:
1. یک کتاب آثار هنری ۱۴۴ صفحه ای
2. صفحه موس که تصویری از نبرد بین Zerg و Terrans را به همراه دارد
3. پشت صحنه مجموعه Blu-ray / DVD
4. یک سی دی با ۱۱ قطعه صوتی از بازی